# Бургбернхайм (сообщество)
Бургбернхайм (нем. Burgbernheim, МФА: ˌbʊʁkˈbɛʁnhaɪ̯mо файле) — административное сообщество в Германии, в южной части района Нойштадт-ан-дер-Айш-Бад-Виндсхайм административного округа Средняя Франкония Республики Бавария. Административное сообщество состоит из четырёх общин: одной городской (Бургбернхайм), одной ярмарочной (Марктбергель) и двух сельских.

## Общие сведения
Администрация по управлению сообществом расположена в Бургбернхайм:
- 91593 Бургбернхайм, Ратхаусплац, 1 (нем. Rathausplatz 1, 91593 Burgbernheim);
- председатель административного сообщества Маттиас Шварц;
- географические координаты 49°27′05″ с. ш. 10°19′24″ в. д.HGЯO.

## Территория и население
| Локальный ключ VB | Общины (муниципалитеты) | Территория, га (31.12.2015) | Население (оценка на 31.12.2015), чел. | Плотность, чел./км² | Землеобес- печенность, м²/чел. |
| 5524              | Сообщество в целом      | 10 308,37                   | 6269                                   | 60,81               | 16 443,4                       |

| 09 575 115 | Бургбернхайм | 4229,82 | 3109 | 73,50 | 13 605,08 |

| 09 575 124 | Галльмерсгартен | 1517,61 | 737 | 48,56 | 20 591,72 |

| 09 575 133 | Иллесхайм | 2141,25 | 876 | 40,91 | 24 443,49 |

| 09 575 143 | Марктбергель | 2419,69 | 1547 | 63,93 | 15 641,18 |

## Экономика

### Транспорт
- Воздушный транспорт
  -  Ближайший международный аэропорт — Альбрехт Дюрер (Нюрнберг);
  -  Местные аэропорты: Бад-Виндсхайм и Нойштадт-ан-дер-Айш.

### Связь
| Почтовые индексы | Почтовые индексы |
| Община           | Почтовый индекс  |
| ---------------- | ---------------- |
| Бургбернхайм     | 91593            |
| Галльмерсгартен  | 91605            |
| Иллесхайм        | 91471            |
| Марктбергель     | 91613            |

| Телефонные коды | Телефонные коды |
| Община          | Телефонный код  |
| --------------- | --------------- |
| Бургбернхайм    | (0)9843         |
| Галльмерсгартен | (0)9843         |
| Иллесхайм       | (0)9841         |
| Марктбергель    | (0)9843         |